# Cratere Ajon
Ajon  è un cratere da impatto che si trova sulla superficie di Marte, più precisamente nella zona chiamata Maglia Amenthes. Il nome, assegnatogli nel 1988, viene dall'omonima città russa.